# 广义误差分布
广义误差分布（Generalized error distribution 或 Exponential power distribution）是一种连续概率分布，使用尺度参数a和指数b。它的概率密度为： 
{\displaystyle p(x)\mathrm {d} x={1 \over 2a\Gamma (1+1/b)}\exp {(-|x/a|^{b})}\mathrm {d} x}
当b = 1时，即缩减成一个拉普拉斯分布。当b = 2且{\displaystyle a={\sqrt {2}}\sigma }时，就成为正态分布。 